# Viriplaca
Viriplaca era la dea romana che "placa la rabbia dell'uomo"; si trattava di un attributo di Giunone, e ne descriveva la capacità di riportare la pace tra marito e moglie.
Il santuario si trovava sul Palatino: una donna che riteneva di aver subito un torto dal marito si recava al santuario, confidava alla dea la causa del proprio dolore e la dea la predisponeva a riconciliarsi col marito.